# 溥瀛
溥瀛（1889年7月8日—？）愛新覺羅氏，清朝宗室，其始祖為康熙帝第十子允䄉，他是允䄉的六世孫，父親原為允䄉五世孫載哈，但是1902年過繼給載哈的親弟弟(載哈也是承繼子)載孢。
1907年他進入滿進署當差，1908年光緒帝駕崩後原應離職，卻因故而留了下來，1922年因為修訂愛新覺羅宗譜有功，獲選後補主事官。1936年奉旨支援右翼近支第三族學長。他是清朝皇室中還算有名望的一位，尤其是在清朝滅亡之後。